# فايز أبو رحمة
فايز أبو رحمة (1929-2013)، هو محامي وسياسي فلسطيني، ولد في مدينة غزة ودرس المراحل الأولى في مدارسها، حصل على شهادة المترك من الكلية العربية في القدس عام 1947، حاصل على شهادة الليسانس في الحقوق من جامعة فؤاد الأول في مصر عام 1951، عاد إلى غزة وعين وكيلا وفي عام 1953 إستقال وفتح مكتب خاص للمحاماة. ناضل ضد العدوان الثلاثي على مصر في العام 1956، وضد قوات الإحتلال الإسرائيلي بعد الجلاء وانسحاب القوات الاسرائيلية من قطاع غزة في شهر مارس عام 1957، ورفض تدويل القطاع وعمل من أجل عودة الإدارة المصرية إلى غزة والحفاظ على عروبة القطاع. أطلق عليه محامي الثورة الفلسطينية، بعد عمله في الدفاع عن المناضلين أمام المحاكم العسكرية الإسرائيلية بعد إحتلال إسرائيل لغزة عام 1967.

## حياته العملية
اختير فايز شعبان أبو رحمة عضواً في مؤتمر التضامن الآسيوي الإفريقي الذي عقد في القاهرة عام 1957، واللجنة العليا للاتحاد القومي الفلسطيني عام 1962، وفي المجلس الوطني الفلسطيني منذ عام 1964، ومثَّل المحامين الفلسطينيين في اجتماعات المحامين العرب قبل حرب عام 1967 في مؤتمرات: بغداد، القدس، والقاهرة. بادر مع نخبة متميزة من أبناء فلسطين إلى تأسيس جمعية الهلال الأحمر الفلسطيني بغزة عام 1969، التي لم تبدأ بالعمل إلا في صيف عام 1972، وأنتُخب نائباً لرئيسها عام 1979، واختير عضواً في المجلس البلدي بغزة عام 1972، وساهم في تأسيس نقابة المحامين بغزة عام 1976، وكان نقيباً للمحامين عدة دورات متتالية ولعقود طويلة، وكان عضواً في مجلس التعليم العالي الفلسطيني في القدس، ومجلس أمناء جامعة النجاح الوطنية في نابلس مطلع ثمانينيات القرن العشرين. وفي عام 1982 عُين مستشاراً قانونياً لوكالة غوث وتشغيل اللاجئين الفلسطينيين (الأونروا) حتى عام 1994.
عينته منظمة التحرير الفلسطينية ممثلاً في الوفد الفلسطيني الأردني المشترك عام 1985، للتعريف بالقضية الفلسطينية، وقام بزيارة كندا، والولايات المتحدة، والعديد من الدول الأوروبية، حتى عام 1990. وفي عام 1988 شغل منصب المنسق العام لمؤسسة سلام لأولاد الزيتون الإيطالية التي ساعدت وساندت ضحايا الإنتفاضة الأولى حتى قدوم السلطة الوطنية عام 1994. عينه ياسر عرفات مستشاراً قانونياً للرئاسة عام 1994. وفي عام 1997 عُيّن نائباً عاماً في فلسطين حتى استقالته في آذار عام 1998. ورداً على دعاة مشروع الحكم الذاتي للفلسطينيين في مطلع السبعينيات من القرن العشرين، قال مدافعا عن المنظمة: "مَنْ يُريد مخاطبة الفلسطينيين، فليس للفلسطينيين إلا باب واحد هو: منظمة التحرير الفلسطينية الممثل الشرعي والوحيد".

## وفاته
توفي أبو رحمة بتاريخ 3 كانون ثاني 2013، في غزة ودفن فيها. وفي تأبين نظمته نقابة المحامين قال نقيب المحامين: "أن نهج الراحل ابو رحمة هو شيء مشرف يفتخر به كل فلسطيني من داخل قطاع العدالة وخارجة، وقال نحن اليوم نجتمع لكي نكرم التاريخ الحقيقي والمشرف لنا في قطاع غزة حيث أرسى المرحوم لنا سياسات تكون محل تنفيذ لنا ولكل أجيال القانون".